# Werner Svendsen
Werner Svendsen (født 26. juli 1930, død 27. marts 2018) var en dansk forlægger og tv-programchef.
Svendsen blev mag.art. i litteratur i 1958, hvorpå han fik ansættelse på Gyldendal og senere blev underdirektør på Fremad. I 1967 kom han til Danmarks Radio, hvor han blev chef for tv-kulturafdelingen. Han optrådte på skærmen som interviewer af især forfattere. Han blev på DR til 1989, hvorpå han vendte tilbage til forlagsverdenen som direktør for forlagene Spektrum og Forum. I 2000 blev Svendsen pensioneret, og 2003-2008 var han medindehaver af en boghandel.
Han var gift med forfatteren Hanne Marie Svendsen fra 1954.